# キャデラック・XTS

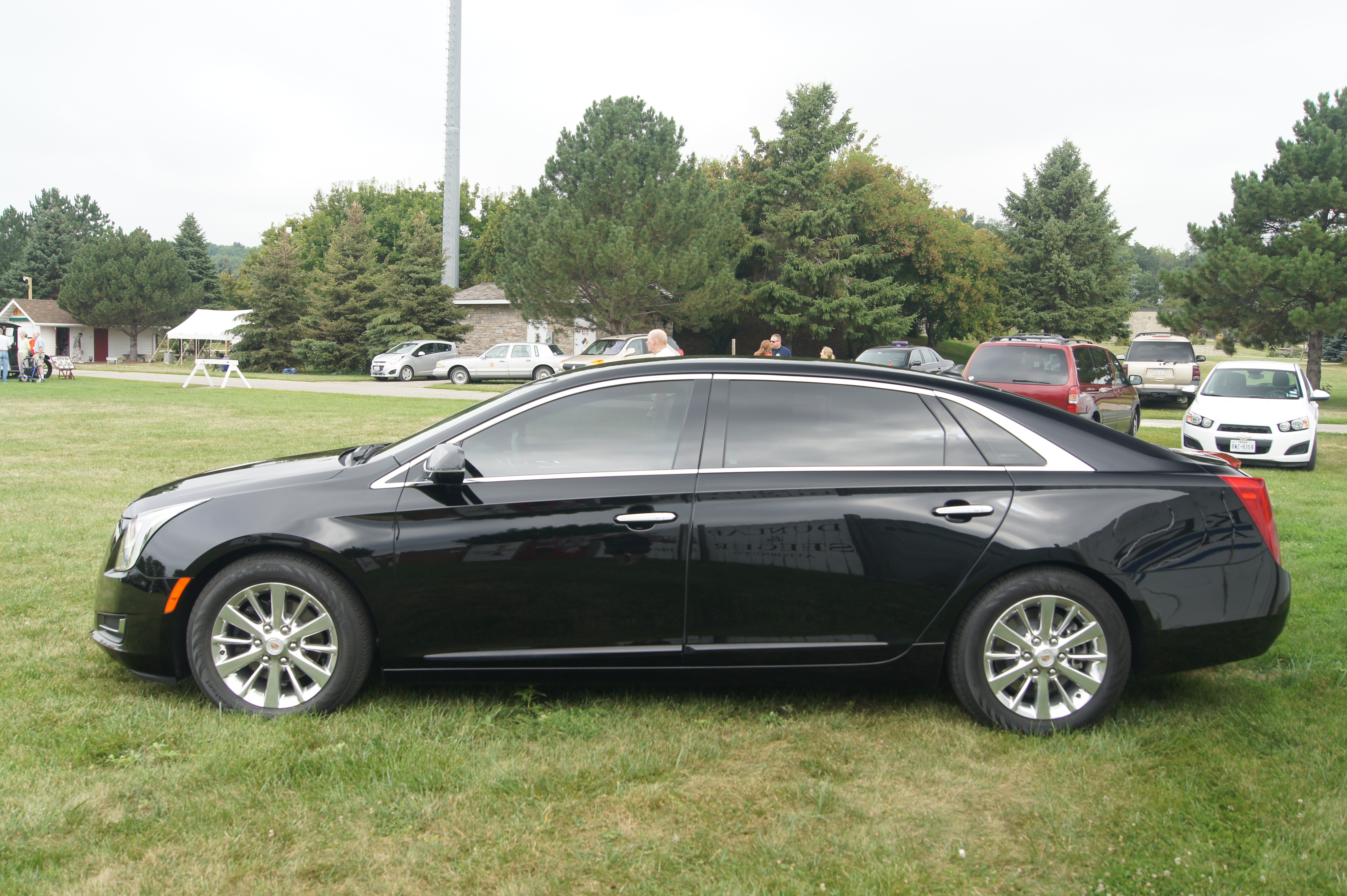
XTS-L

XTS（エックスティーエス）は、GMが製造、キャデラックブランドで販売していた自動車である。

## 概要
STSとDTSの統合・後継車種として開発され、2010年のデトロイトショーで発表された「XTSプラチナコンセプト」を源流とする（この時はプラグインハイブリッドとして登場）。その後、2011年のロサンゼルスオートショーで市販型に手直しされたものが発表され、2012年5月より北米市場で発売を開始。追って、中国市場と日本市場でも発売された。かつて日本ではヤナセの子会社であるヤナセグローバルモーターズが輸入する形で販売された。
シボレー・インパラやビュイック・ラクロスと共通の“イプシロン・アーキテクチャ”と呼ばれるイプシロンIIプラットフォーム（FF及び4WD）を採用。FFレイアウト自体はDTSと同じであるが、STSの後継という側面で見た場合はセビル以来である。
エンジンは「LFX」と呼ばれるV6・3.6L直噴・DOHCが搭載され、加えて、中国市場にのみATSと共通の「エコテック」と呼ばれる直4・2.0L直噴・DOHCターボも用意される。全てエンジンに可変バルブ機構が備わる。トランスミッションについては全て6ATのみの設定となる。グレードは「スタンダード」・「ラグジュアリー」・「プレミアム」・「プラチナム」の4種類で構成されている。
インテリアの最大の特徴として、SRXで先行発表されたCUE（Cadillac User Experience）が装わる。これはオーディオやエアコン等の操作をモニターを介してスマートフォンのように操作できるシステムであり、加えてCUEの場合は決定時に軽微な振動を与えることでよりわかりやすくしている。
安全装備としては、衝突の危険を察知するとシートを振動させて警告する「セーフティ・アラート・ドライバーシート」や「車線逸脱警告機能」、「前方衝突事前警告機能」、「サイドブラインドゾーン アラート」が装備される。
日本仕様では、最上級グレードの「プラチナム」のみが導入され、駆動方式はFFのみでナビゲーションシステムはオプションとなっている。しかし左ハンドルのみしか導入されず、右ハンドルの設定があったセビルならびにSTSからの乗り換えについては操作系統が異なるために抵抗を感じてしまい乗り換えが進まず、発売当初から販売不振が続いており、2014年末をもって販売終了となった。

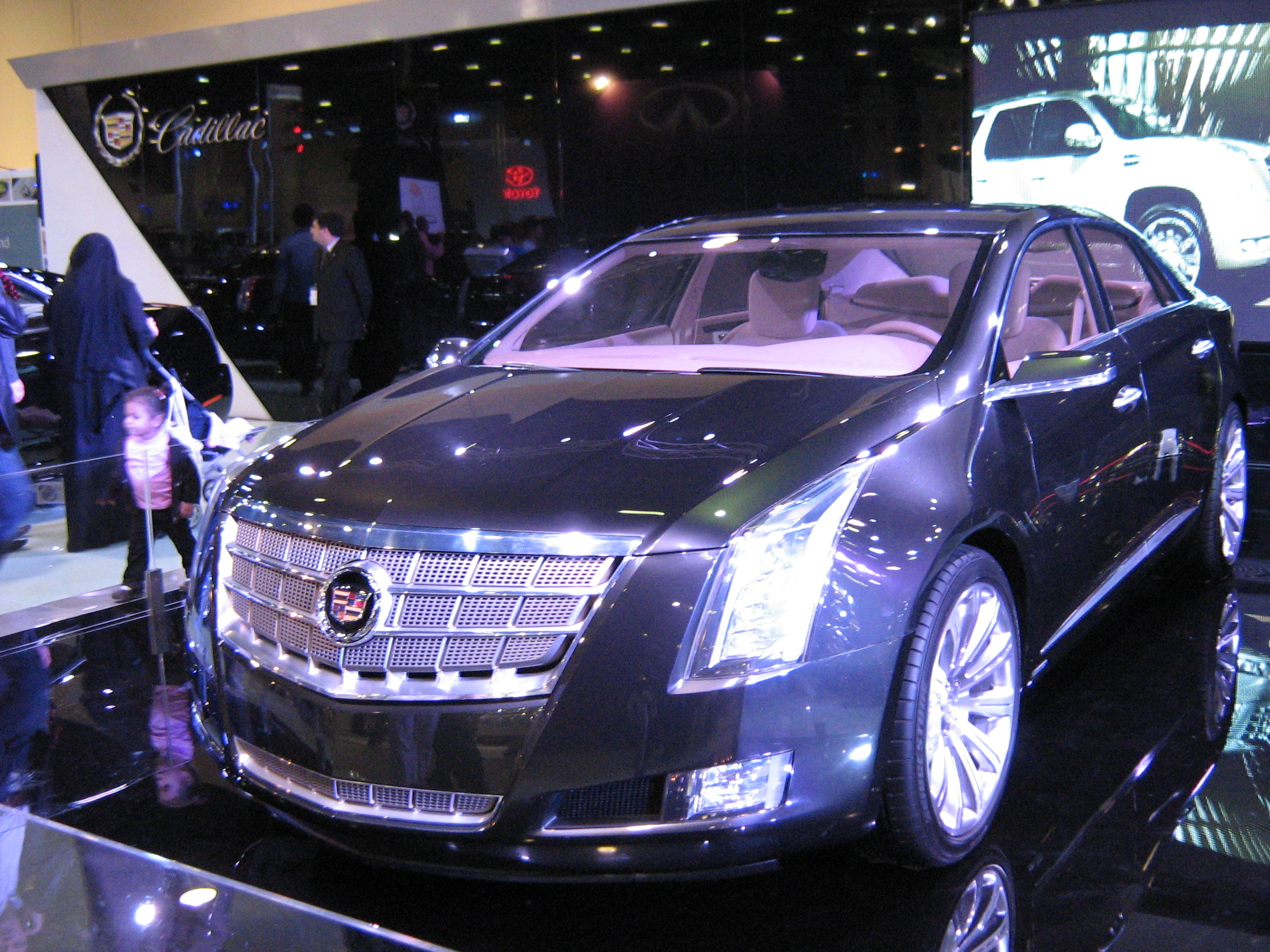
XTS　プラチナムコンセプト

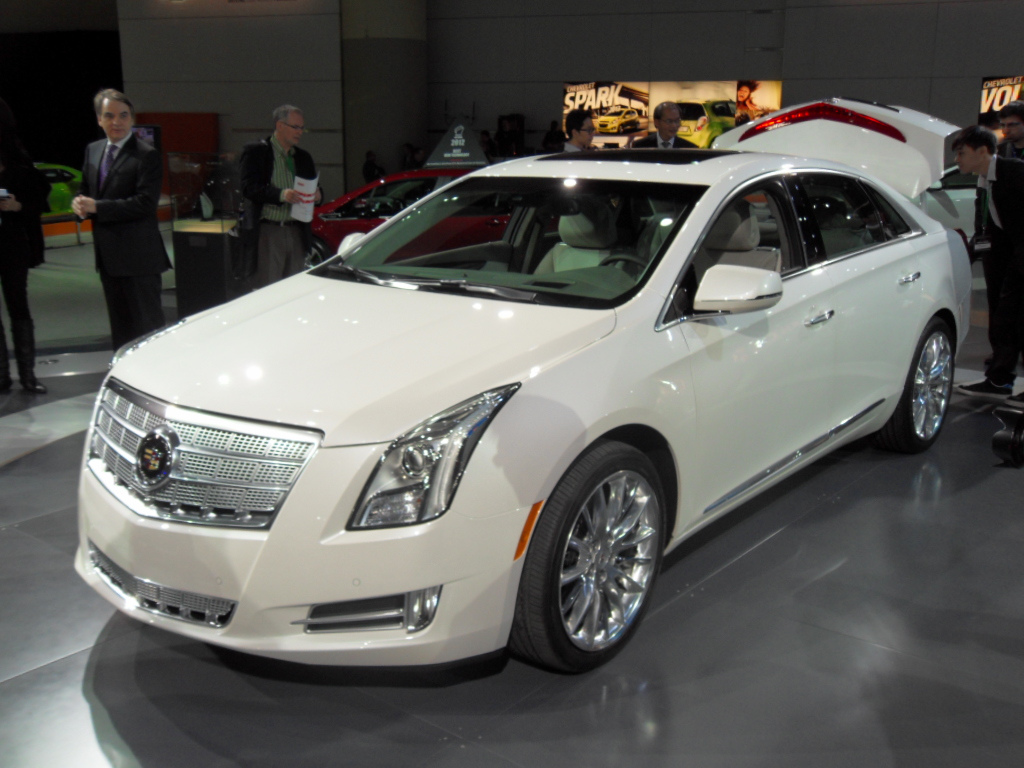
前期型 プラチナム

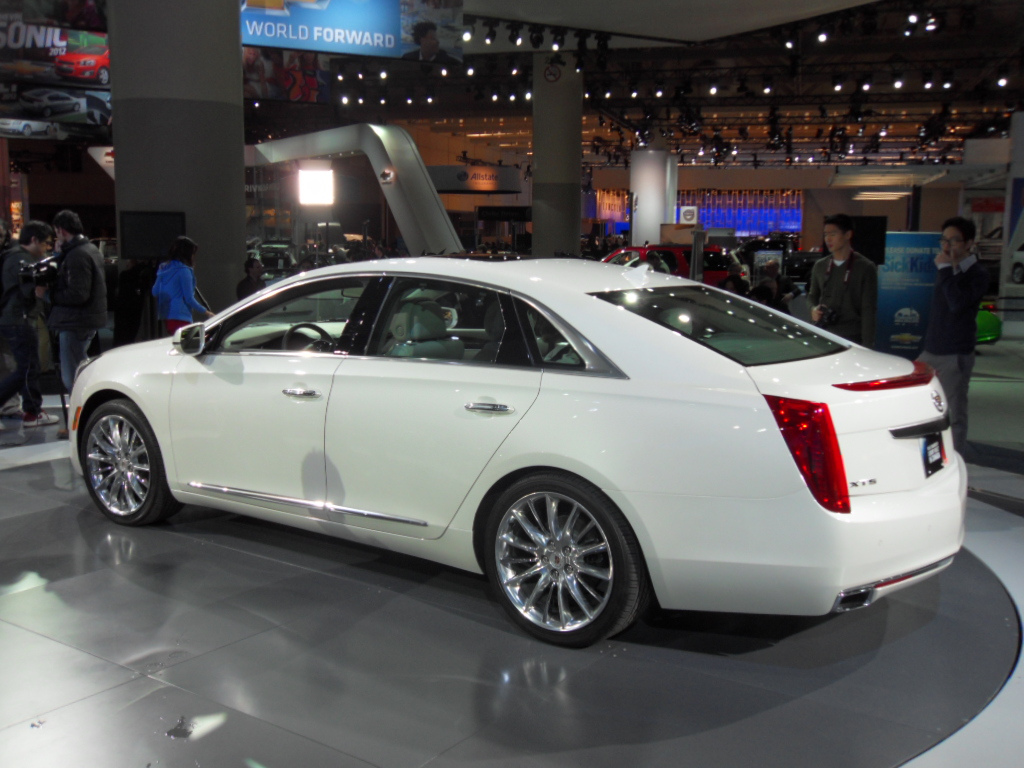
前期型 プラチナム リア

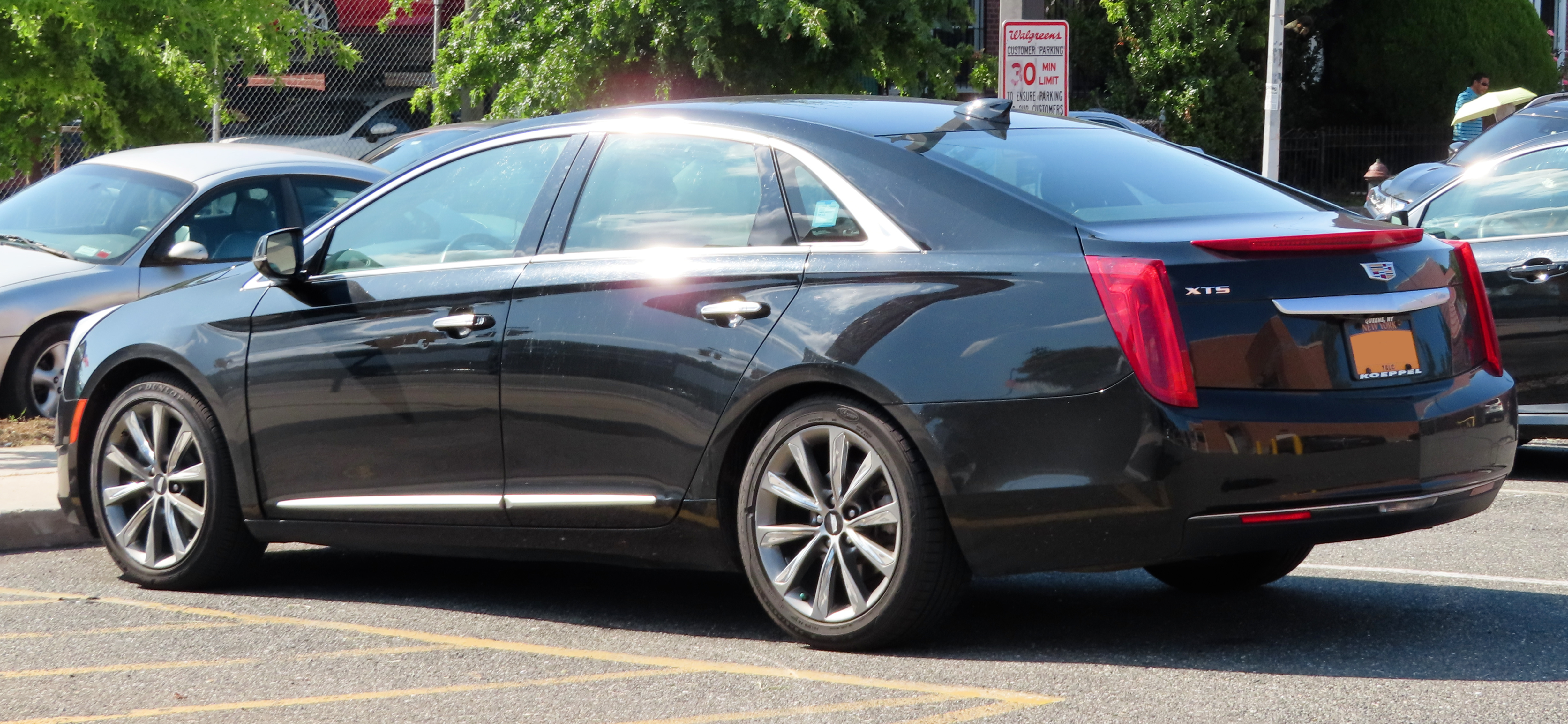
中期型 リア

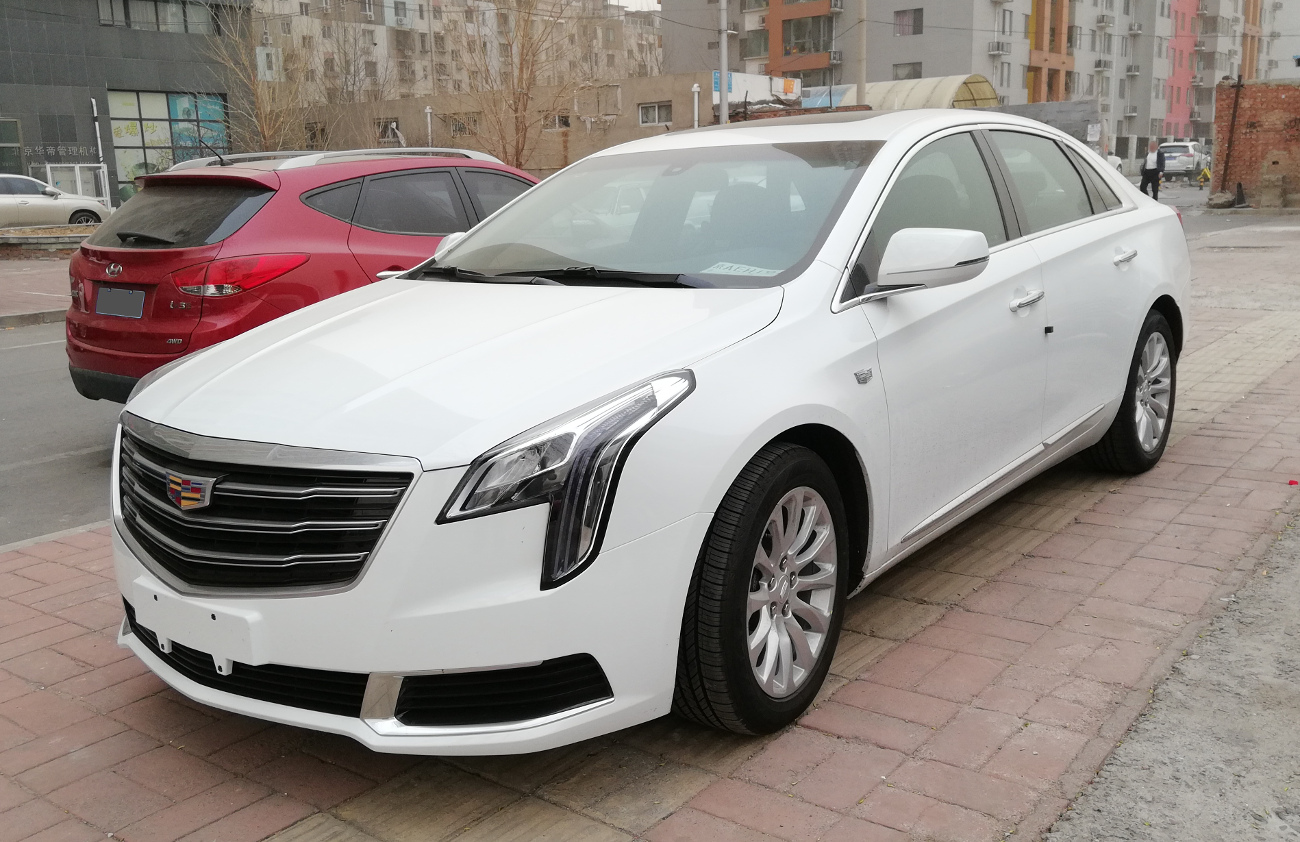
後期型（中国仕様）

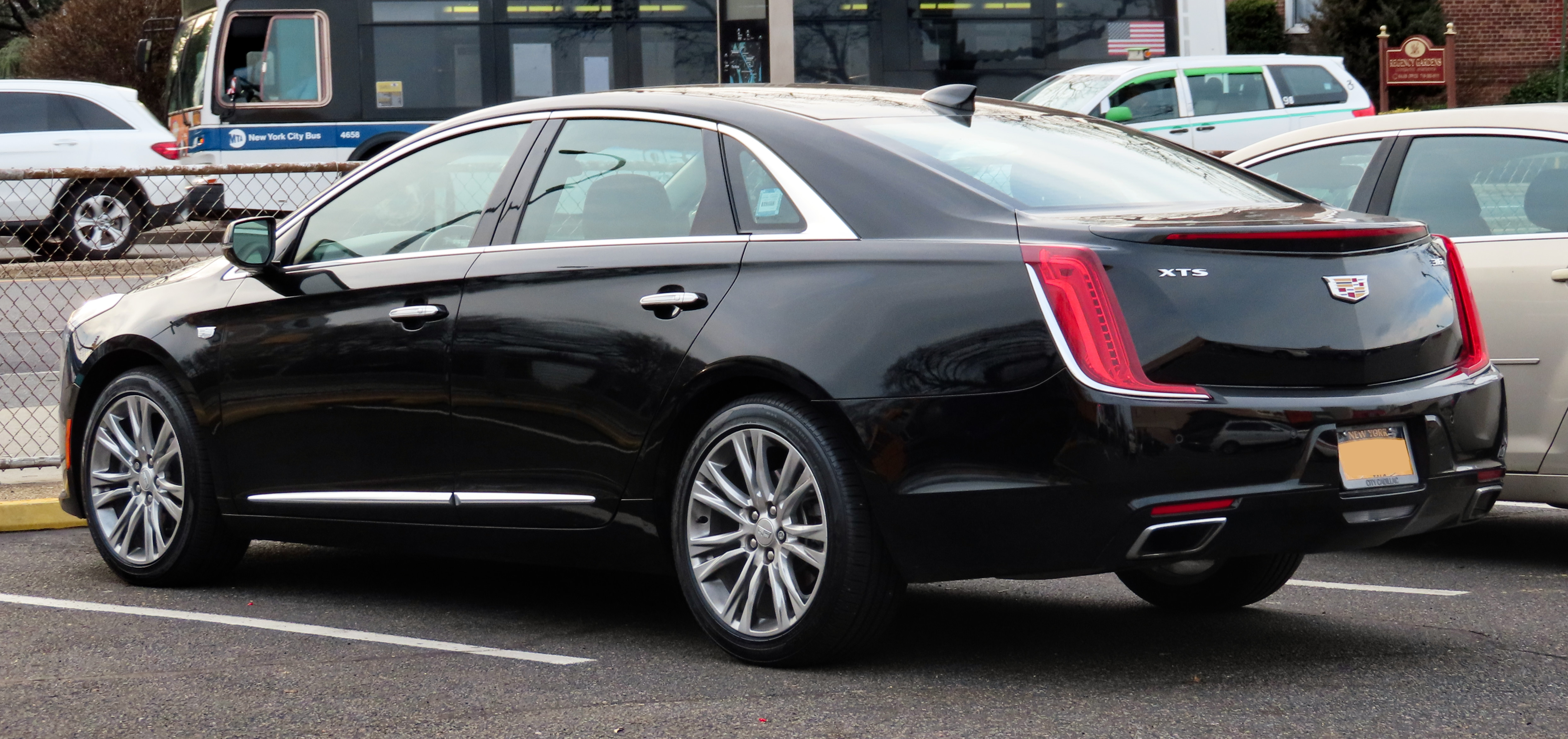
後期型 リア

後継モデルはキャデラック・CT6である。